# Laurent Vila
Laurent Vila, né le 26 septembre 1975, à Céret, en France, est un entraîneur français de basket-ball.

## Biographie
En 1999, il intègre l'Élan béarnais Pau-Lacq-Orthez en tant qu'assistant de Jacky Commères dans l'équipe Espoirs, après avoir entraîné l'équipe féminine de Colmar en Nationale 1 lors de la saison 1997-1998, avant de devenir responsable de la section basket du lycée Camille-Sée l’année suivante, tout en étant entraîneur au pôle espoirs féminin. Il est nommé entraîneur des Cadets, puis des Espoirs et enfin directeur du centre de formation de Pau entre 2000 et 2006.
Vila intègre le club du BCM Gravelines Dunkerque où il devient entraîneur adjoint de Frédéric Sarre.
En 2008, il entre au club du Mans en tant qu'adjoint de JD Jackson.
Laurent Vila devient entraîneur adjoint de Jean-Aimé Toupane en équipe de France des moins de 20 ans en 2009.
Il réintègre l'Élan béarnais Pau-Lacq-Orthez pour prendre en charge le centre de formation et diriger l'équipe Espoirs en 2010. Il assure l'intérim à la tête de l'équipe professionnelle de Pau-Lacq-Orthez en novembre 2011, à la suite du départ de Didier Dobbels. Il devient entraîneur adjoint de Claude Bergeaud, à compter de la 2012-2013, puis d'Éric Bartecheky entre 2015 et 2017 et de Serge Crèvecoeur. Il devient de nouveau l'entraîneur principal de Pau-Lacq-Orthez, à la suite du départ de Serge Crèvecoeur.
Il est démis de ses fonctions en mars 2021, après une série de dix défaites.
Laurent Vila devient le nouvel entraîneur de Cholet à partir de la saison 2021-2022. Il est élu meilleur entraîneur de la saison 2022-2023, après une qualification en playoffs de Betclic Élite et une finale en Coupe d'Europe FIBA 2023. Après trois saisons au club, il décide de ne pas prolonger son contrat avec le club des Mauges.
Le 1er juin 2024, Laurent Vila s'engage pour deux saisons avec SIG Strasbourg. Le 25 septembre 2024, il est choisi pour être l'assistant du nouveau sélectionneur de l'équipe de France, Frédéric Fauthoux.
En mars 2025, Laurent Vila est limogé de son poste d'entraîneur de la SIG Strasbourg après une série de 8 défaites consécutives.

## Palmarès
- Trophée du meilleur entraineur de Betclic Élite en 2023
- Sélectionné en tant qu'entraîneur lors du All-Star Game LNB 2022 de l'équipe Monde[13]
- Finaliste du championnat d'Europe des moins de 20 ans 2009
- Champion d'Europe des moins de 20 ans 2010
- 3e du championnat d'Europe des moins de 20 ans 2011
- Finaliste du championnat d'Europe des moins de 20 ans 2012
- 3e du championnat d'Europe des moins de 20 ans 2017